# Жизнь забавами полна
«Жизнь забавами полна» — российский кинофильм 2001 года.

## Сюжет
Множество разных судеб сплетаются в стенах одной коммунальной квартиры. Люди ссорятся, пытаются «развязаться» и начать новую жизнь, но в конце концов понимают, что им друг без друга не жить.

## В ролях
| Актёр                | Роль                           |
| -------------------- | ------------------------------ |
| Ирина Розанова       | Вера Николаевна                |
| Владимир Симонов     | Сергей                         |
| Андрей Панин         | Виктор                         |
| Нелли Неведина       | Лариса Васильевна              |
| Роман Мадянов        | Эдик, муж Ларисы               |
| Лариса Удовиченко    | Лира Валентиновна              |
| Юрий Кузнецов        | Божок, муж Лиры                |
| Людмила Аринина      | Марьяна Фёдоровна, мать Ларисы |
| Владимир Кашпур      | Василий Ефимович, отец Ларисы  |
| Марина Могилевская   | Тамара                         |
| Александр Робак      | телохранитель                  |
| Евгений Чужой (Росс) | управдом                       |

## Съёмочная группа
- Автор сценария: Пётр Тодоровский
- Режиссёр: Пётр Тодоровский
- Оператор: Владимир Шевцик
- Художник: Владимир Кирс
- Художник по костюмам: Павел Каплевич
- Композитор: Пётр Тодоровский

В фильме звучат стихи Владимира Соколова («Я устал от двадцатого века…») и Григория Поженяна («Нужно, чтоб кто-то кого-то любил…»). Последнее стихотворение положено на музыку и исполнено в конце фильма Петром Тодоровским.